# Park Chan-hui
Park Chan-hui (박찬희?; Yeosu, 17 aprile 1987) è un cestista sudcoreano.

## Carriera
Con la Corea del Sud ha disputato due edizioni dei Campionati mondiali (2014, 2019) e tre dei Campionati asiatici (2011, 2015, 2017).